# Vorarlberg-Corratec/Saison 2010
Dieser Artikel listet Erfolge und Mannschaft des Radsportteams Vorarlberg-Corratec in der Saison 2010 auf.

## Zugänge – Abgänge
| Zugänge             | Team 2009               | Abgänge                       | Team 2010           |
| ------------------- | ----------------------- | ----------------------------- | ------------------- |
| Hubert Schwab       | Quick Step              | Elias Schmäh                  | Price-Custom Bikes  |
| Martin Schöffmann   | Elk Haus                | Wim Van Huffel                | Team Worldofbike.Gr |
| Clemens Fankhauser  | Elk Haus                | Daniel Musiol                 | RSV Irschenberg     |
| Sebastian Baldauf   | Continental Team Milram | Alexander Egger               | Karriereende        |
| Dominik Hrinkow     | ARBÖ Gourmetfein Wels   | Pascal Hungerbühler           | Karriereende        |
| Piergiorgio Camussa | Team Piemonte           | Harald Morscher               | Karriereende        |
|                     |                         | Hubert Schwab (bis 30.6.)     | Price-Custom Bikes  |
|                     |                         | Andreas Dietziker (bis 30.6.) | Team NetApp         |
|                     |                         | Silvère Ackermann (bis 30.6.) | Karriereende        |
|                     |                         | Andrea Capelli (bis 30.6.)    | Karriereende        |
|                     |                         | Alexander Gufler (bis 30.6.)  | Karriereende        |
|                     |                         | René Haselbacher (bis 30.6.)  | Unbekannt           |
|                     |                         | Peter Presslauer (bis 30.6.)  | Unbekannt           |

## Mannschaft
| Name                | Geburtstag         |             |
| ------------------- | ------------------ | ----------- |
| Sebastian Baldauf   | 22. Februar 1989   | Deutschland |
| Josef Benetseder    | 10. Februar 1983   | Österreich  |
| Piergiorgio Camussa | 25. September 1981 | Italien     |
| Clemens Fankhauser  | 2. September 1985  | Österreich  |
| Reto Hollenstein    | 22. August 1985    | Schweiz     |
| Dominik Hrinkow     | 4. August 1988     | Österreich  |
| Phillipp Ludescher  | 13. Januar 1987    | Österreich  |
| Martin Schöffmann   | 31. März 1987      | Österreich  |
| Sebastian Siedler   | 18. Januar 1978    | Deutschland |
| Christoph Sokoll    | 9. Mai 1986        | Österreich  |
| Matic Strgar        | 26. Juli 1982      | Slowenien   |
| René Weissinger     | 11. Dezember 1978  | Deutschland |

## Erfolge
| Datum         | Rennen                             | Kat. | Fahrer           |
| ------------- | ---------------------------------- | ---- | ---------------- |
| 21. März      | Eröffnungsrennen Leonding          | NE   | Josef Benetseder |
| 12. Juni      | 2. Etappe Oberösterreich-Rundfahrt | 2.2  | Josef Benetseder |
| 11. Juli      | Bergwertung Österreich-Rundfahrt   | 2.HC | Josef Benetseder |
| 12. September | Gesamtwertung Tchibo Top Rad Liga  |      | Josef Benetseder |